# Champán

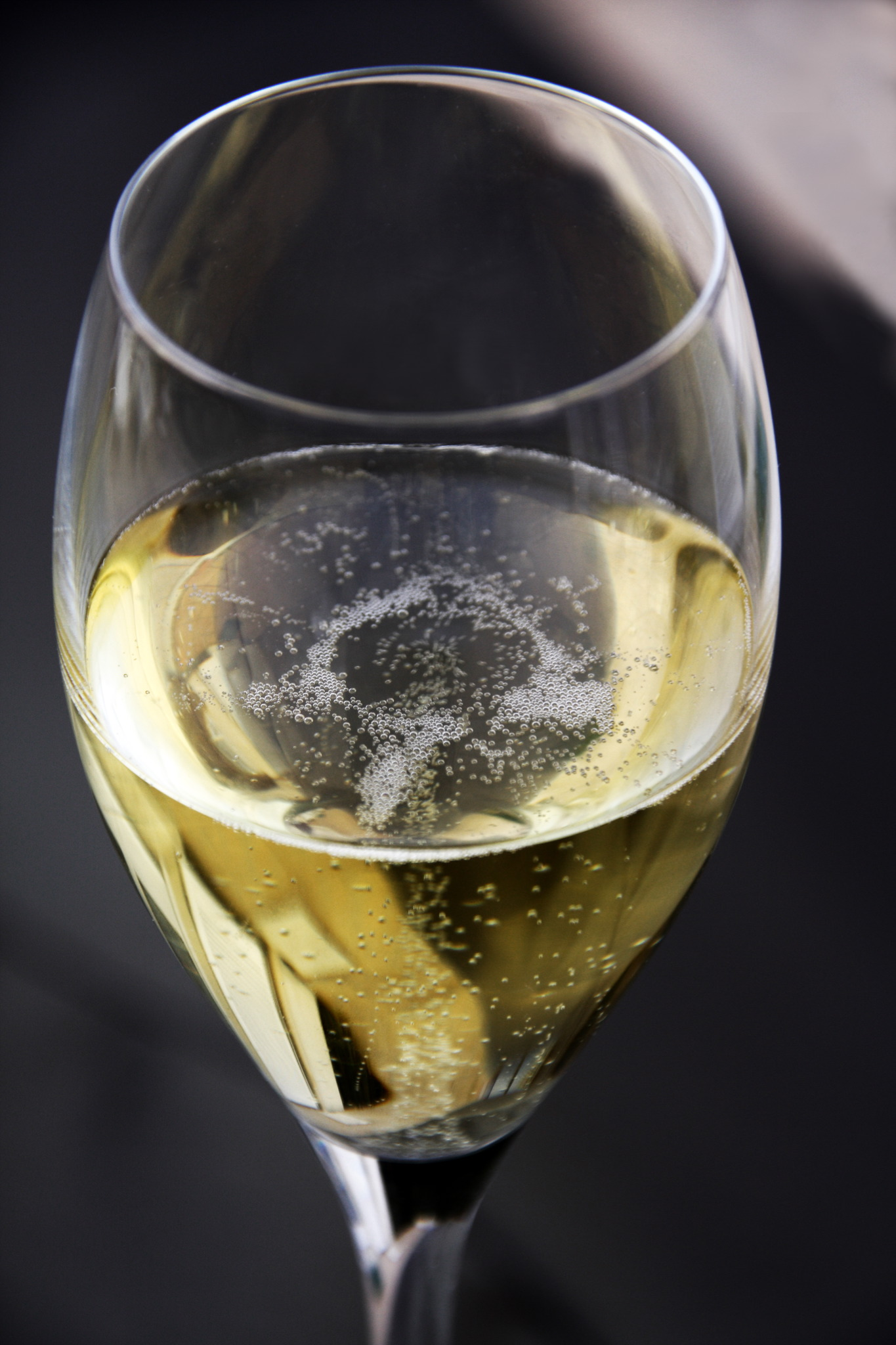
Champán en copa tradicional de vino. Algunos especialistas aconsejan la copa tradicional de vino -tipo sirah- ya que su altura evita la desaparación rápida de aromas y su anchura facilita la aireación, oxigenación u oxidación que amplía los matices y abre el vino. Si la copa es muy alta se recomienda que sea con forma de tulipa para permitir la evolución de las burbujas de CO2 y la apertura de aromas. Se desaconseja la copa plana y ancha o pompadour, ya que su gran boca facilita la pérdida de burbujas y aromas y en ella el champán se calienta con rapidez.

El champán o champaña (en francés, champagne) es un tipo de vino espumoso elaborado conforme al método champenoise en la región de Champaña, en el noreste de Francia. Está protegido dentro de la Unión Europea como una denominación de origen protegida. El champán es un vino blanco o rosado espumoso elaborado con una mezcla (coupage o ensamblaje) entre las uvas chardonnay, pinot meunier, pinot noir, pinot gris, pinot blanc, arbanne y petit meslier.
Aunque la denominación de champán es exclusiva de la región de Champaña protegida por regímenes de calidad en la Unión Europea, popularmente se utiliza el término champán para denominar a los vinos espumosos elaborados en muchas regiones del mundo, entre ellos el cava.
Se recomienda beber el champán a una temperatura entre 5 y 7 grados, en copa de vino o copa alta en forma de tulipa, se desaconseja la copa plana tipo pompadour.

## Historia del champán
El nombre viene de la región de Champaña, en el noroeste de Francia, aunque ya era conocido por los romanos con el nombre de vinum titillum. En el siglo XV era conocido por este nombre en París, aunque no en su región de origen donde el término champagne designaba a las tierras baldías.
Durante el siglo XVII se populariza en las cortes inglesa y francesa gracias al impulso de algunas familias de esta región. Hacia 1660 se comienza a embotellar poco antes de terminar la primera fermentación, a fin de conservar mejor sus aromas, pero a consecuencia de ello aparecen las burbujas, sobre todo en los vinos pálidos, de baja graduación y embotellados en el equinoccio de primavera. Esta efervescencia fue, en un principio, una fuente de preocupaciones para los productores que lo denominaron vino del diablo y salta-tapones, ya que las botellas estallaban y los tapones saltaban. Gracias a la popularidad que tenía en Inglaterra no se abandonó su producción y se buscaron soluciones para controlar su fuerza en la botella.
En 1670 el monje dom Pérignon, de la abadía benedictina de Hautvillers, introdujo una serie de cambios, tales como la selección de la uva, el corcho cónico sujeto con una grapa metálica y las botellas de vidrio más grueso que evitaban estallidos y que los tapones saltaran. A pesar de los muchos esfuerzos del monje el origen de las burbujas continuó siendo un misterio hasta que Louis Pasteur estudiase la fermentación en el siglo XIX.
Hay evidencias de que la primera firma de champán la fundó Nicolas Ruinart en 1729 en Épernay: maison Ruinart. A lo largo del siglo XVIII, el champán comienza a adquirir renombre internacional, gracias a la promoción hecha por productores como Claude Moët o Florenz-Louis Heidsieck. En el siglo XIX se añadieron productores como la familia Bollinger o Pierre-Nicolas-Marie Perriet-Jouët. Algunas damas continuaron la labor de producción tras la muerte de sus maridos, entre otras la Sra. Pommery, la Sra. Terrier y la Sra. Clicquot -Veuve Clicquot, conocida como la "Grande Dame de Champagne"-, que también contribuyeron a la notoriedad del champán. Incluso Talleyrand (Charles-Maurice de Talleyrand-Périgord) lo describió como el «vino de la civilización».

## Doble fermentación (métodochampenoise)
El método champenoise se caracteriza por una doble fermentación, una primera en depósito o cuba y una segunda en botella.

### Primera fermentación en cuba
La primera fermentación se hace en cuba como la fermentación de todos los vinos entre 18 y 20 grados. En la fermentación se convierte el mosto o jugo de uva en una bebida alcohólica. Durante el proceso de fermentación la levadura interactúa con los azúcares del mosto para crear etanol —alcohol etílico— y dióxido de carbono (como un subproducto). En la fermentación la temperatura y ritmo son decisivos junto con los niveles de oxígeno presentes en el mosto al inicio de la fermentación. El proceso de fermentación se puede realizar en tanques de acero inoxidable, en cubas de madera abierta, dentro de un barril y también dentro de la botella como así ocurre en la producción de muchos vinos espumosos.

### Segunda fermentación en botella y degüelle

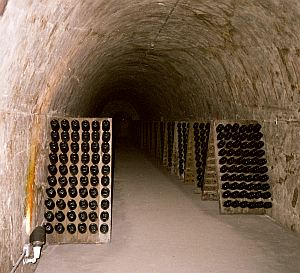
Bodegas o cavas del famoso champán de Reims. Segunda fermentación en botella antes del degüelle o dégorgement que permite la eliminación de los sedimentos.

Para reactivar la fermentación en la botella se le añade azúcar y en su caso levaduras. Como la fermentación produce CO2 y la botella está cerrada, el gas se disuelve en el líquido. Hay que dosificar bien la cantidad de azúcar ya que si no puede reventar la botella. Este proceso es similar al que se emplea en algunos tipos de cerveza. Esta segunda fermentación produce sedimentos y para conseguir eliminarlos se colocan las botellas con el cuello hacia abajo y en un ángulo que varía entre los 20 y los 70 grados aproximadamente en unos pupitres -tableros horadados donde se introducen las botellas inclinadas-. Durante varias semanas se efectúan dos movimientos: a) se gira cada botella un cuarto de vuelta un par de veces al día, y b) se van poniendo las botellas en cavidades del pupitre con más grados de inclinación. De esta manera se logran dos objetivos: que las levaduras recorran todo el "vino base" en el interior de la botella, y al mismo tiempo que los sedimentos se vayan acumulando paulatinamente en el cuello de la botella, junto al tapón.

#### Fecha de degüelle (dégorgement)
Para eliminar los sedimentos, se congela el cuello de la botella a unos 20 grados bajo cero, y se procede al degüelle o degollamiento (dégorgement). En este proceso se descorcha la botella y la presión del gas expulsa una franja que anteriormente ha sido congelada y es donde se encuentran los sedimentos. Después se rellena la botella con el mismo champán (brut nature) o con el licor de expedición, que le confiere el dulzor deseado (brut, semiseco, etc.) y se vuelve a tapar con el tapón especial con el que llega al mercado.
La fecha de degüelle (apertura para limpieza durante la segunda fermentación) es un indicador importante. En los champanes jóvenes -con un mínimo de 9 meses de crianza- no debe tener más de un año o año y medio anterior a la fecha de consumo; en los reserva -a partir de 15 meses de crianza- pueden tener hasta 2 o 3 años anterior a la fecha de consumo y en los gran reserva -a partir de 30 meses de crianza- pueden llegar a tener hasta 5 o más años desde la fecha de degüelle hasta su consumo.

## Características del champán

### Denominación de origen y calidad
En la ley francesa de 1927 se restringió el tipo de uvas tradicionales de Champán: pinot noir, pinot meunier y chardonnay, pinot blanc, pinot gris, arbanne y petit meslier.
Durante los años 1931 a 1935 hubo una crisis de superproducción y por tanto de caída de ventas que hundió el precio de la uva por lo que los productores de Champán promovieron el decreto de 30 de septiembre de 1935 que fijó reglas de calidad en relación con:
- Rendimiento máximo limitado en la vendimia -varía cada añada, así en 1997 fue de 10 000 kilos y en 1999 de 13.000-.
- Grado alcohólico mínimo.
- Rendimiento en el prensado.
- Envejecimiento.

De cada 4000 kilos de uva solamente 2666 litros llegarán a champán. De cada 160 kilos de uva se permite unos 102 litros de mosto que tras las pérdidas de vinificación y descapsulado dejan unos 100 L de vino, es decir 133 botellas de 75 cl.
El champagne se caracteriza, con relación a otros vinos, por la habitual combinación de distintos tipos de uva y de añadas que buscan una uniformidad en las cualidades enológicas y organolépticas. Puede indicar la añada pero no es obligatorio, cuando sólo se mezclan vinos del mismo año, cosa que sólo sucede con los de alta calidad. El champán es el único vino rosado en el que se permite mezclar vino blanco y tinto. El champán rosado se puede obtener también dejando que se coloree ligeramente el mosto de vino tinto con sus hollejos.
En la botella se puede indicar el año de la cosecha, el terruño (gran cru, premier cru) así como la fecha de degüelle (limpieza durante la segunda fermentación).

### Variedades de uva en la elaboración de champán

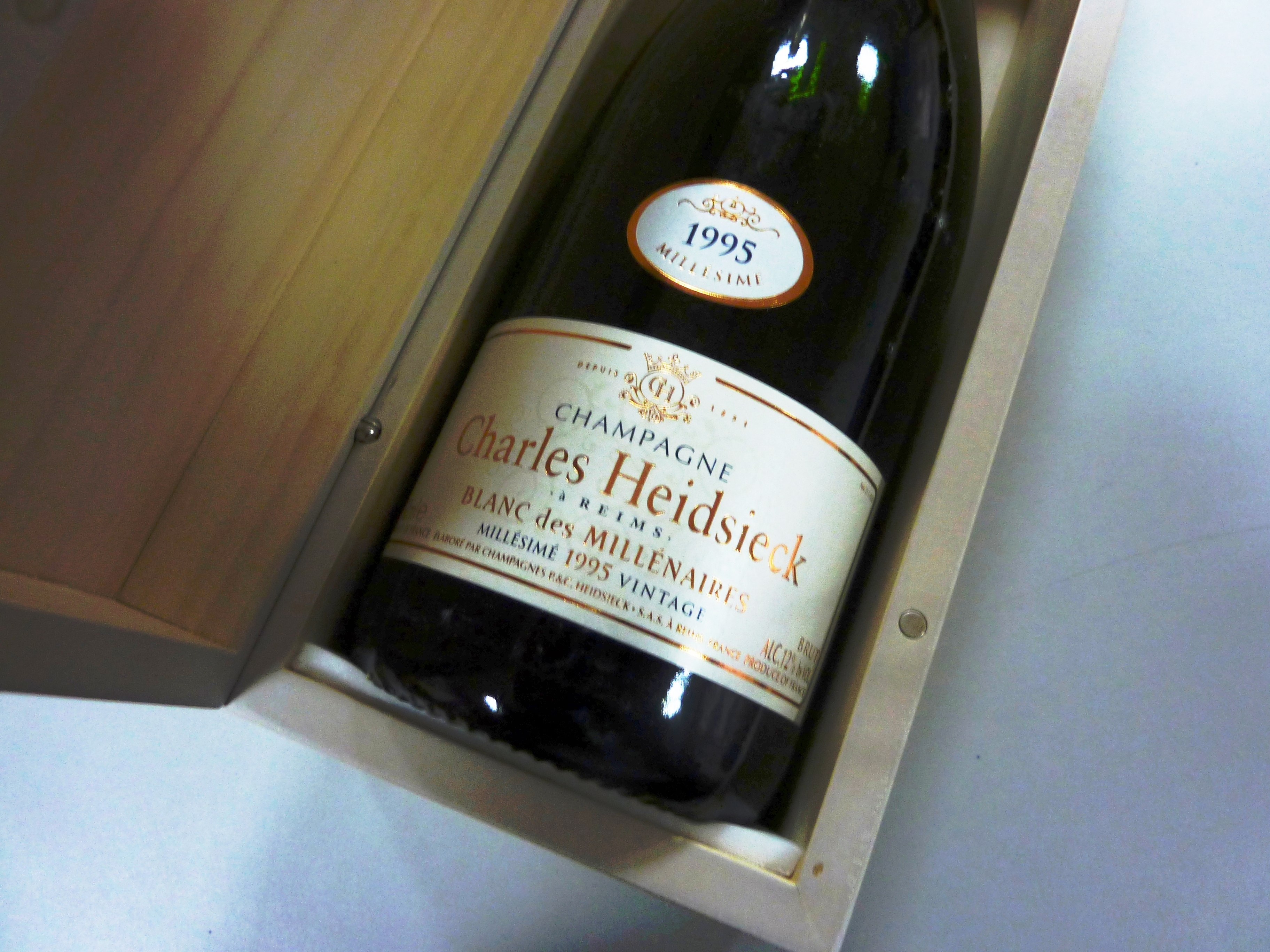
Champán blanc de blancs.

El champán se elabora a partir de muchos tipos de uva. Es testimonial el uso de arbanne, petit meslier, pinot de juillet, pinot gris, pinot rosé y pinot blanc y chenin blanc y destanca tres tipos de uva, que por su calidad conforman la mayor parte de la producción:

#### Chardonnay
- Chardonnay: es una uva blanca y representa el 26% de la superficie cultivada principalmente ubicada en la Cote de Blancs, asociada a los suelos calcáreos. Aporta a los vinos finura, elegancia, nervio, mineralidad. Es una variedad que confiere a los champanes potencial de guarda. La uva chardonnay da la finura al champán. Si el champán es joven se aprecian notas florales. Admite una muy buena evolución que favorece el envejecimiento de los vinos.[13]

#### Pinot noir
- Pinot noir: es una uva tinta de pulpa blanca que representa un 37% de la superficie cultivada, y que es la que se usa para los tintos de Borgoña, es la variedad principal en la Montaña de Reims y en la Cote des Bars, pero también la podemos encontrar en el Valle del Marne. La uva pinot noir aporta los aromas de frutos rojos y maduros y da cuerpo y potencia a las mezclas o ensamblajes.[13]

#### Pinot meunier
- Pinot meunier: otra uva tinta de pulpa blanca que representa otro 37% de la superficie cultivada, la encontramos sobre todo en el Valle del Marne y en el Macizo de Saint Thierry. La uva pinot meunier facilita las mezclas, tiene aroma afrutado e intenso y evoluciona más rápidamente que la chardonnay.[13]

### Mezcla, ensamblaje o coupage - blanc de blanc y blanc de noir
En la mezcla, coupage o ensamblaje existen tres parámetros a tener en cuenta: los terruños o zonas, las cepas y los años.

#### Coupage normal
La mayor parte de los champanes se hacen con una mezcla de chardonnay y pinot noir, por ejemplo 60%/40%. Los champanes blanc de blanc (blanco de blanco) son 100% chardonnay. Posiblemente el más exquisito de ellos y también los más caros, es el que se hace en un solo viñedo Premier cru en Le Mesnil-Sur-Oger para Salon. El champán blanc de noir (blanco de negro) se hace al 100% con pinot noir o uvas tintas, usando una especial presión rápida, de manera que el color del hollejo no manche el vin de presse (mosto prensado).
- La pinot noir proporciona al vino aromas de frutos rojos; la cepa es la que aporta al ensamblaje cuerpo y potencia.
- La meunier es flexible y afrutada. Su buqué es intenso; evoluciona más rápidamente en el tiempo y proporciona al vino redondez.
- La chardonnay es la cepa de la fineza. Cuando es joven, ofrece notas florales y a veces minerales a los vinos. Su evolución lenta la convierte en un complemento ideal para el envejecimiento de los vinos.[13]

#### Coupage excepcional: millésime, cru
Cuando una de las características que hacen el vino le da excepcionalidad, ya sea el año, la cepa o el terruño o cru, se puede señalar esa excepcionalidad y prescindir de mezclas.
- El año: 'millésime' si se considera que es excepcional.
- La cepa: utilización de una sola cepa, ya sea blanc de blancs de una sola cepa o blanc de noirs de una sola cepa.
- Terruño o zona: Ya sea gran cru o premier cru, vino de un solo terruño, de un municipio o de un poblado, a veces el de un solo viñedo.

### Clasificación por cantidad de azúcar añadida en la fermentación
La cantidad de azúcar agregada después de la segunda fermentación añejamiento varía y determinará el nivel de dulzura del Champán.
- Brut Nature: hasta 3 gramos de azúcar por litro.
- Extra Brut: hasta 6 gramos de azúcar por litro.
- Brut: hasta 15 gramos de azúcar por litro.
- Extra seco: entre 12 y 20 gramos de azúcar por litro.
- Seco o Sec: entre 17 y 35 gramos por litro.
- Semi-seco, Semi-sec o Demi-Sec: entre 33 y 50 gramos de azúcar por litro.
- Dulce o Doux: más de 50 gramos de azúcar por litro.

### Tamaño de las botellas

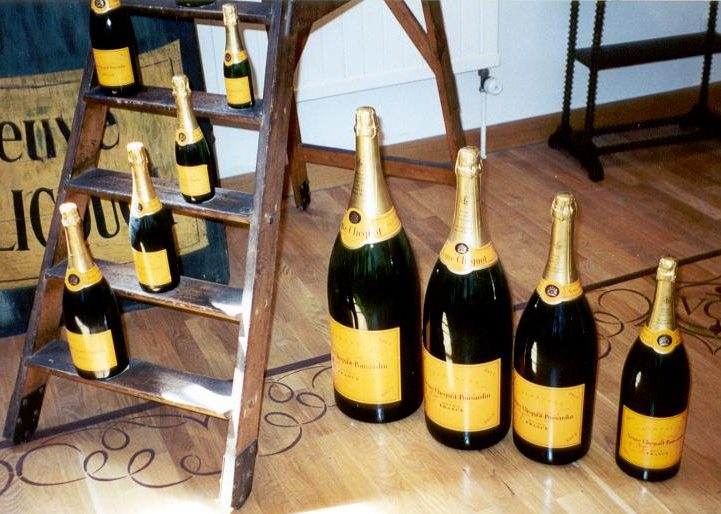
Balthazar, salmanazar, mathusalem, jéroboam sobre el suelo.

La botella clásica es de 75 cl. Todas las botellas de champán son más gruesas y resistentes que las botellas de vinos no espumosos con el objeto de resistir la presión del gas (CO2). El fondo de la botella está reforzado por la misma razón.
Los comerciantes de la zona normalizaron en el siglo XIX una serie de botellas de distintas capacidades, a las que recientemente se han añadido los cuatro tamaños más grandes:
- octavo: de 9,4 cl (en desuso)
- cuarto: de 18,75 o 20 cl, que en España se denomina "benjamín",
- media: 37,5 cl
- medium: 60 cl (en desuso)
- botella: 75 cl
- misil: 1 L
- magnum: 1,5 L (2 botellas)
- jeroboam: 3 L (4 botellas)
- réhoboam: 4,5 L (6 botellas)
- mathusalem,: 6 L (8 botellas)
- salmanazar: 9 L (12 botellas)
- balthazar: 12 L (16 botellas)
- nabuchodonosor: 15 L (20 botellas)
- salomón: 18 L (24 botellas)
- souverain: 26,25 L (35 botellas)
- primat: 27 L (36 botellas)
- melchizédec: 30 L (40 botellas)

Solo la media botella, la botella y el mágnum se utilizan en la segunda fermentación del vino. Los otros formatos se rellenan con vino ya fermentado. Según la tradición el tamaño idóneo es el mágnum, siendo el tamaño en que mejor envejece el champán.
Los tamaños del Salomón en adelante, son recientes y se consideran extravagantes. Los tamaños superiores al jeroboam son infrecuentes, porque las botellas son difíciles de manejar, frágiles y caras de producir. Los nombres de las botellas superiores al magnum vienen de reyes de la Biblia salvo el soberano y el primat.

## El tapón

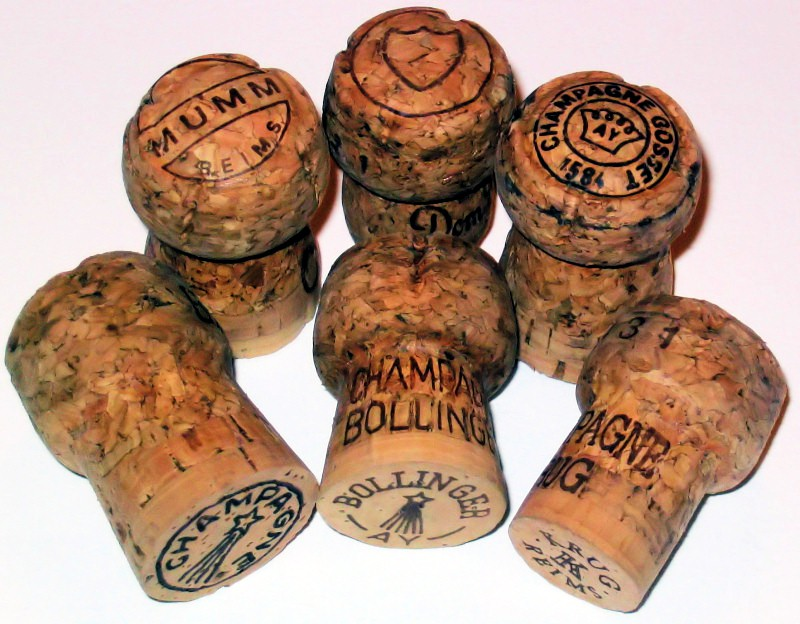
Tapón de champán.

El tapón usado para obturar las botellas de champán tras el degüelle, que es el definitivo, es un tapón especial, y está formado por dos partes fácilmente  distinguibles:
- La cabeza, que está fabricada con aglomerado de corcho, más económico que las láminas de corcho.
- El cuerpo, que está constituido por dos redondeles de corcho pegados entre sí y a la cabeza. Esta parte es la que entra en el cuello de la botella y su extremo está en contacto con el vino.

La superficie del tapón se suele tratar superficialmente con parafina para garantizar su estanqueidad y facilitar la introducción.
Para garantizar la sujeción ante la elevada presión que hay en el interior de las botellas, el tapón se refuerza colocando una chapa circular de acero estampado sobre la cabeza, que sirve para asegurarlo atándolo bajo el resalte del cuello de la botella por medio de un morrión —una especie de bozal de alambre—. Estas placas, que reciben el nombre de cápsulas, son objeto de colección,  llamada  placomusofilia.
El tapón es cilíndrico y de mayor diámetro antes de ser comprimido e insertado en la botella. Durante su permanencia en ella adopta la forma cónica de su cuello, y la cabeza recupera su diámetro inicial, por lo que al descorcharlo adopta su forma característica de seta.  Con el tiempo acaban recuperando totalmente la forma y el diámetro que tenían originalmente.  

### Descorchado o destapado
Aunque en muchas zonas para resaltar lo festivo se prefiere hacer un sonoro ruido al destapar la botella del champán (llamado vulgarmente "el taponazo"), las reglas de etiqueta (especialmente en banquetes o establecimientos de categoría elevada) sugieren que el destape sea lo más silencioso (y acaso sugerente) posible. Las normas básicas para abrir una botella son:
- no se debe agitar nunca la botella.
- inclinar ligeramente la botella y desarmar el lazo de alambre que sujeta el tapón en el cuello de la botella.
- retirar el bozal de alambre junto al recubrimiento de papel.
- colocar la botella en una trayectoria de apertura de tapón alejada de los comensales.
- sujetando con firmeza el tapón con una mano y con la otra el cuerpo de la botella que es la que debe girarse para retirar con la máxima suavidad el tapón sin que se vaya de la mano.[15]

## Productores de champán
La producción del champán en Francia se concentrada fundamentalmente en los alrededores de las ciudades de Reims y Épernay. Las grandes marcas poseen grandes pagos y una gran producción lo que les permite políticas mercantiles de exportación y publicidad muy potentes, entre ellas están Moët et Chandon, Mercier, Ruinart, Pommery, Canard-Duchêne, Veuve Clicquot, Bollinger y Krug.
Existen multitud de productores de champán más artesanales, cuyas producciones son mucho menores pero pueden alcanzar una alta calidad.

## El champán en la cultura popular

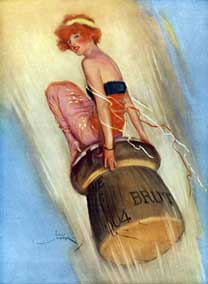
Publicidad en revista inglesa de 1915 mostrando una dama volando sobre un corcho de Champaña

El consumo de champán se asocia a celebraciones. Es habitual descorchar una botella de gran formato durante la entrega de trofeos en competiciones deportivas. La primera competición automovilística donde se usó el champán fue en 1907 en la carrera Pekín - París. En esta ocasión el premio consistió, únicamente en una botella de champán. Más tarde Moët & Chandon ofreció su champaña al ganador del Gran Premio de Francia de 1950, disputado en la provincia de Champaña-Ardenas. Dan Gurney inició la tradición de bañar al público y a los demás pilotos al festejar su victoria en las 24 Horas de Le Mans de 1967, aunque Graham Hill había hecho lo mismo con vino espumante en el Gran Premio de Australia de 1966. También es tradicional estrellar una botella de champán contra el casco del barco en su botadura para demostrar su solidez; es de mal augurio que la botella no se rompa. En la celebración de Año Nuevo se brinda con champán, aunque también se brinda con cava español u otros espumosos fabricados según el método champenoise.